# Jussef Delgado
Jussef Nelson Delgado López (Guápiles, Costa Rica; 27 de enero de 1994) es un futbolista costarricense. Juega de guardameta y su equipo actual es el Pérez Zeledón de la Primera División de Costa Rica. Es seleccionado absoluto por Costa Rica desde 2022.

## Trayectoria
En 2021 fichó en el Pérez Zeledón.
Sus actuaciones en el Pérez Zeledón en 2022 lo llevaron a ser citado a la selección.

## Selección nacional
A nivel juvenil, disputó el Campeonato Sub-17 de la Concacaf de 2011.
Fue citado a la Copa de Oro de la Concacaf 2023.

## Estadísticas
Actualizado al último partido disputado el 23 de abril de 2023 (solo primera división).
| Club                       | Div.          | Temporada     | Liga  | Liga  | Copas nacionales | Copas nacionales | Copas internacionales | Copas internacionales | Total | Total |
| Club                       | Div.          | Temporada     | Part. | Goles | Part.            | Goles            | Part.                 | Goles                 | Part. | Goles |
| -------------------------- | ------------- | ------------- | ----- | ----- | ---------------- | ---------------- | --------------------- | --------------------- | ----- | ----- |
| Belén FC · Costa Rica      | 1.ª           | 2014-15       | 7     | 0     | 0                | 0                | —                     | —                     | 0     | 0     |
| Belén FC · Costa Rica      | Total club    | Total club    | 0     | 0     | 0                | 0                | 0                     | 0                     | 0     | 0     |
| ADR Jicaral · Costa Rica   | 1.ª           | 2019-20       | 15    | 0     | 0                | 0                | —                     | —                     | 0     | 0     |
| ADR Jicaral · Costa Rica   | 1.ª           | 2020-21       | 2     | 0     | 0                | 0                | —                     | —                     | 0     | 0     |
| ADR Jicaral · Costa Rica   | Total club    | Total club    | 0     | 0     | 0                | 0                | 0                     | 0                     | 0     | 0     |
| Pérez Zeledón · Costa Rica | 1.ª           | 2020-21       | 14    | 0     | 0                | 0                | —                     | —                     | 0     | 0     |
| Pérez Zeledón · Costa Rica | 1.ª           | 2021-22       | 33    | 0     | 0                | 0                | —                     | —                     | 0     | 0     |
| Pérez Zeledón · Costa Rica | 1.ª           | 2022-23       | 36    | 0     | 0                | 0                | —                     | —                     | 0     | 0     |
| Pérez Zeledón · Costa Rica | 1.ª           | 2023-24       | 0     | 0     | 0                | 0                | —                     | —                     | 0     | 0     |
| Pérez Zeledón · Costa Rica | Total club    | Total club    | 0     | 0     | 0                | 0                | 0                     | 0                     | 0     | 0     |
| Total carrera              | Total carrera | Total carrera | 107   | 0     | 0                | 0                | 0                     | 0                     | 0     | 0     |

## Palmarés

### Títulos nacionales
| Título                         | Club                 | País       | Año  |
| ------------------------------ | -------------------- | ---------- | ---- |
| Primera División de Costa Rica | Club Sport Herediano | Costa Rica | 2016 |